# فرانتس لیست

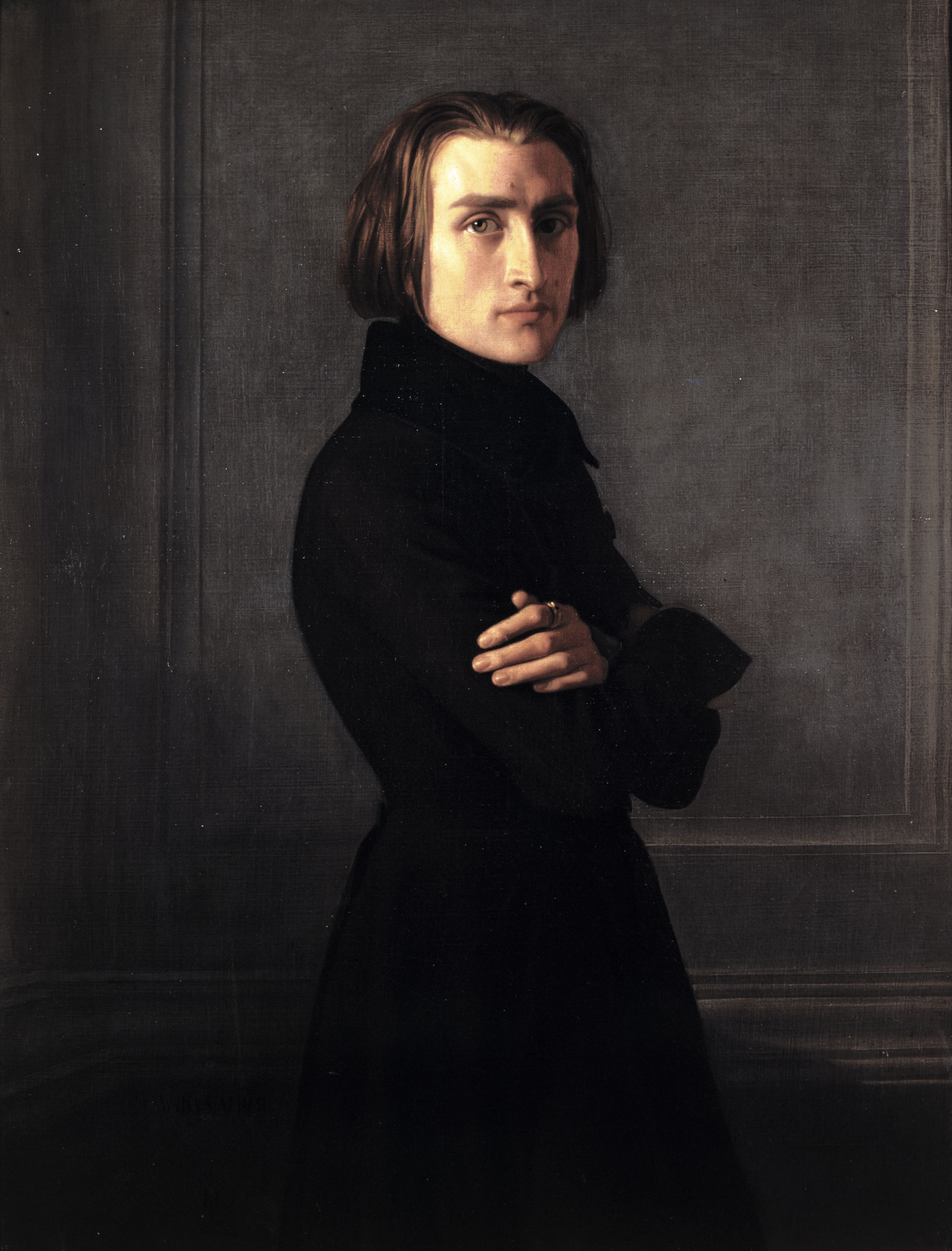
فرانتس لیست (پرتره از آنری لِمان، حدود ۱۸۳۹)

فرانتس لیست (آلمانی: Franz Liszt, مجاری: Liszt Ferenc؛ زادهٔ ۲۲ اکتبر ۱۸۱۱ در دوبوریان – درگذشتهٔ ۳۱ ژوئیهٔ ۱۸۸۶ در بایرویت) آهنگساز دورهٔ رمانتیک، نوازندهٔ پیانو، معلم موسیقی اهل مجارستان بود. او با مجموعه‌ای متنوع از آثار که بیش از شش دهه را در بر می‌گیرد، یکی از پرکارترین و تأثیرگذارترین آهنگسازان دوران خود محسوب می‌شود و آثار پیانویی او همچنان به طور گسترده اجرا و ضبط می‌شوند.

## زندگی
لیست در دهکدهٔ کوچکی به نام دوبوریان نزدیک شوپرون در مجارستان، که امروزه محل شهر رایدینگ در اتریش کنونی است، در سال ۱۸۱۱ به دنیا آمد. پدرش آدام لیست‏ (‎۱۷۷۶–۱۸۲۷) و پدربزرگش مباشر املاکِ دربار گراف استرهازی و هر دو نوازنده بودند. پدربزرگ او، پیانو، ویولن و ارگ می‌نواخت، و پدرش، علاوه بر پیانو، نوازندهٔ ویولنسل و گیتار نیز بود.
لیست، نوازندگی پیانو را از هفت سالگی نزد پدر آموخت و از هشت سالگی در جشن‌ها و مهمانی‌های محلی هنرنمایی می‌کرد. با همین هنرنمایی‌ها بود که تنی چند از متمولان زادگاهش برآن شدند تا هزینهٔ آموزش موسیقی کودک با استعداد را در وین تأمین کنند، در ۱۸۲۰ که فقط ۹ سال داشت، نخستین کنسرت خود را در ادنبرگ، در همان حوالی املاک استرهازی اجرا کرد، در سال ۱۸۲۱، یعنی همان سالی که ناپلئون مُرد، لیست وارد دومین دههٔ عمر خود شد که سر آغاز دومین مرحلهٔ زندگی‌اش هم گردید، لیست در دهمین سال از عمر خودش، مجارستان را ترک گفت و تا سی سالگی به آنجا بازنگشت، با این همه شرایط آغازین، اثرات عمیقی روی او گذاشته بود، آدام لیست پدر فرانتس تصمیم گرفته بود که فرزندش را به شهرهای آلمان، پاریس و حتی لندن ببرد، فرانتس در مونیخ، اشتوتگارت، و استراسبورگ نوازندگی کرد و با همان کنجکاوی و همان کف زدن‌ها که موتسارت شصت سال پیش، مورد استقبال قرار گرفته بود، تحسین شد ولی این تفاوت وجود داشت که لیست ۱۲ساله بود و دو برابر سن آن موقعِ موتسارت را داشت و کشش نوشتن موسیقی را به خوبیِ اجرای کنسرت نداشت
یوزف هایدن و لودویگ فان بتهوون از دوستان پدرِ فرانتس بودند و پدر با تکیه بر کمک‌هزینهٔ تحصیل فرزندش از کارفرمایان استرهازی مرخصی گرفت و همراه پسر راهی وین شد، جایی که گفته می‌شود بتهوون با شنیدن صدای پیانوی کودک بر پیشانی او بوسه زد. فرانتس سال‌ها بعد در سال‌های اوج کمال هنری وقتی شنید حمایت مالی کافی در بُن، زادگاه بتهوون، برای ساختن تندیس برنزی آهنگساز نشده، با اجرای شش کنسرت بزرگ در وین و کشیدن صدها تن از مشتاقان به سالن‌های اجرای برنامه، هزینهٔ بنای یادبود بتهوون را تأمین کرد.

### دوران جوانی و سفرها

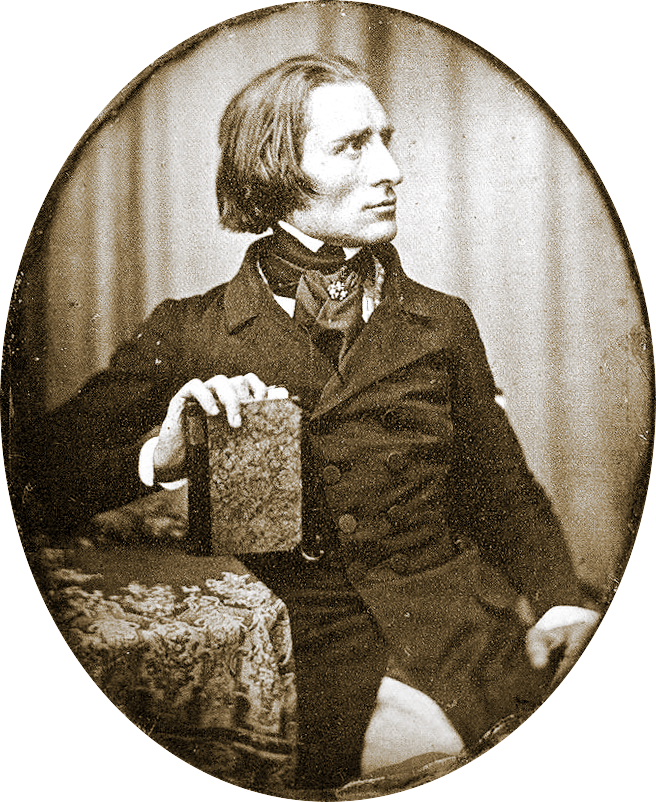
لیست در سال ۱۸۴۳ در اوج دوران هنری خود

فرانتس لیست در نوجوانی پدرش را از دست داد و در نتیجه برای فراهم کردن هزینهٔ زندگی خود و مادرش معلم پیانو شد. پس از مدتی دلباختهٔ یکی از شاگردانش به نام کارولین دو سن کری شد پدر او وزیر شارل دهم پادشاه فرانسه بود؛ و او به دلیل گستاخی از خانهٔ آن‌ها رانده شد. لیست به دلیل پریشانی به مذهب روی آورد، اما با وجودی که مدارج لازم برای رسیدن به مقام کشیشی را تا کسب عنوان «آبه لیست» طی کرد، اما این راه را ادامه نداد. برخی منتقدان او می‌گفتند که «کفش‌های براق و جوراب‌های رنگین مجالس رقص او از زیر ردای آهنگ‌های مذهبی و عرفانی‌اش بیرون می‌زد.»
وی پس از ناامیدی از کارولین دو سن کری با کُنتِس داگو، نویسندهٔ فرانسوی که آثارش را به نام دانیل استرن منتشر می‌کرد، طرح دوستی ریخت. آشنایی‌اش با فلیسیته دولامینه، کشیش آزاداندیش و فیلسوف‌مشرب فرانسوی هم تقریباً در همین دوره رخ داد. تأثیر این دو تن بر لیست، دورهٔ تازه‌ای از خلاقیت او را با بیست‌وپنج قطعهٔ کوتاه اما غنی پیانو به نام سال‌های زیارت شکوفا کرد.
سال‌های زیارت حاصل مشاهدات لیست در سفر به سوئیس و ایتالیا همراه با کُنتِس داگو است که شوهر خود را ترک کرد تا زندگی تازه‌ای را در کنار لیست آغاز کند. عنوان سوئیت سال‌های زیارت از رمان مشهور گوته به اسم سال‌های سرگردانی ویلهلم مایستر (در ترجمه فرانسوی: سال‌های زیارت ویلهلم مایستر) وام گرفته شده است.
در این قطعات، که در قالب یادداشت‌های روزانه طرح‌ریزی شده، لیست به جنبه‌های مختلف سفر می‌پردازد و با دیدن زیبایی‌های طبیعی و بناهای تاریخی، گاه با لحنی توصیفی و گاه شاعرانه و مذهبی احساسات پرشورش را دربارهٔ توفان، چشمه‌های جوشان، ناقوس ژنو، درد وطن، راه رفتن قدیس‌ها بر روی آب و تأملاتی دربارهٔ شخصیت‌های تاریخی مانند ویلیام تل، دانته و پترارک به زبان موسیقی بیان می‌کند.
زندگی در کنار کُنتِس داگو، که شش سال از لیست بزرگ‌تر بود، تقریباً همین مدت به درازا کشید و سه فرزند از آن‌ها به دنیا آمد که جز کوزیما، دو تن دیگر در جوانی بر اثر سل درگذشتند.
بازگشت لیست به صحنهٔ کنسرت و سفرهای بی‌شمارش به گوشه و کنار اروپا و شایعاتی که در اطراف دیدار و مجالستش با زنان جوان از جمله ماری دوپلسی معشوقهٔ آلکساندر دومای پسر و الهام‌بخش او در مادام کاملیا بر سر زبان‌ها افتاده بود، به سردی روابط کُنتِس و در نهایت جدایی‌اش از لیست و رو آوردنش به نوشتن کتاب‌های تاریخی و فلسفی انجامید.
در این زمان، لیست به هر جا که پا می‌گذاشت، با استقبال روبه‌رو می‌شد؛ به حریم شاهان راه می‌یافت و نشان و مدال افتخار کسب می‌کرد. در روسیه، هنگام اجرای کنسرت در کی‌یف، با یکی دیگر از زن‌های زندگی‌اش، شاهزاده کارولین سین ویتگنشتاین آشنا شد، و بعد از سفر به کشورهای حوزهٔ بالکان و ترکیه، برای اقامت زمستانی نزد شاهزاده ویتگنشتاین برگشت.
فرانتس لیست در این زمان نزدیک به سی سال داشت و در اوج مهارت نوازندگی‌اش قرار داشت، او در تاریخ موسیقی کلاسیک نخستین هنرمندی است که جرئت کرد کنسرت کامل با ساز تنها برگزار کند و محبوبیتی در حد ستارگان موسیقی پاپ و راک امروزی را در قرن نوزدهم تجربه کند.
فرانتس لیست با نوآوری‌ها و با نواختن آثار خودش در کنار آثار باخ، موتسارت، بتهوون، شوپن، شوبرت و کلارا شومان، روبرت شومان و سرودها و آوازهای ملی و محلی هر سرزمین که به آن پا می‌گذاشت، مخاطبانش را مسحور و زنان و دختران جوان را چنان از خود بی‌خود می‌کرد که هاینریش هاینه، شاعر نامدار آلمانی در مجموعه گزارش‌هایی که زیر عنوان موسیقی روز برای روزنامه‌ها می‌نوشت، اصطلاح مشهور «جنون لیست» (به آلمانی: Lisztomania) را در مورد او و کنسرت‌هایش به‌کار می‌برد.

### سال‌های پایانی

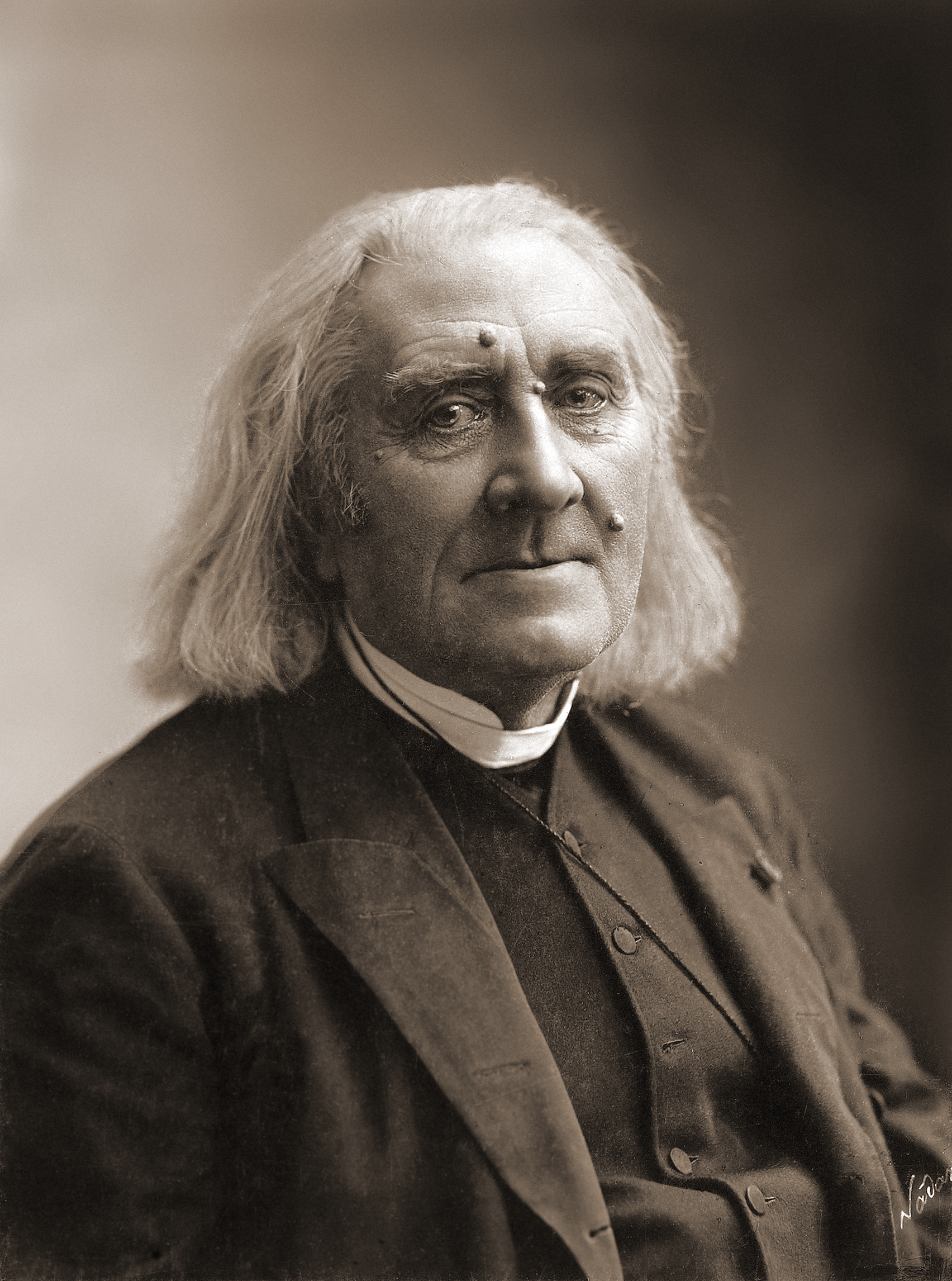
لیست، چند ماه پیش از مرگش

لیست در سال‌های آغاز فعالیتش گزیده‌کار بود و تنها شاگردانی را که رگه استعدادی در آن‌ها تشخیص می‌داد می‌پذیرفت. اما در واپسین سال‌های زندگی که به آرامش و ثروت رسیده بود درِ خانه‌اش به روی همه باز بود و به کودک، پیر و جوان آموزش رایگان می‌داد.
لیست آخرین سال‌های زندگی‌اش را در وایمار و در کنار کوزیما و واگنر گذراند و از آن‌ها حمایت کرد.
مرگ واگنر که بیست و چهار سال از دخترش بزرگ‌تر بود بر اثر حمله قلبی در سفر ونیز، بعد از مرگ خواهر و برادر کوزیما (دو فرزند دیگر لیست) در جوانی برای هر دو گران و ضربهٔ سخت دیگری بود. پدر و دختر در وایمار، جایی که واگنر به مقام نیمه‌خدایی رسیده بود احساس تنهایی می‌کردند. لیست با پذیرفتن شاگردان بیشتر و کوزیما با به عهده گرفتن ریاست تئاتر و جشنواره وایمار به قصد حفظ و اشاعهٔ میراث واگنر کوشیدند کمبود او و خلأ زندگی خود را جبران کنند.
در این زمان بسیاری از شاگردان لیست به عنوان نوازنده، آهنگساز و رهبر ارکستر وارد صحنه شده بودند و درِ خانه او بیش از پیش به روی هنردوستان و شاگردان بی‌شمارش باز بود. شاگردانی که بسیاری از آن‌ها را یک بار هانس فون بولو شوهر اول کوزیما از سر خشم به علف‌های هرز باغچه تشبیه کرده بود. اما لیست به این انتقادها بی‌توجه بود و می‌گفت به همهٔ شاگردانش افتخار می‌کند. شاگردانی که از میانشان آهنگسازانی چون، ژرژ بیزه، کامی سن-سانس، بدریخ اسمتانا، ایساک آلبنیس و… برخاستند.
لیست هفده سال آخر عمرش را در رم، وایمار و بوداپست گذراند و در آن سال‌ها قطعات نامتعارف و تجربی برای پیانو ساخت که برخی ویژگی‌های موسیقی قرن بیستم در آن دیده می‌شود را نوشت گرچه اهمیت آخرین آثار او درک نشد

## کار حرفه‌ای

### نوازندگی

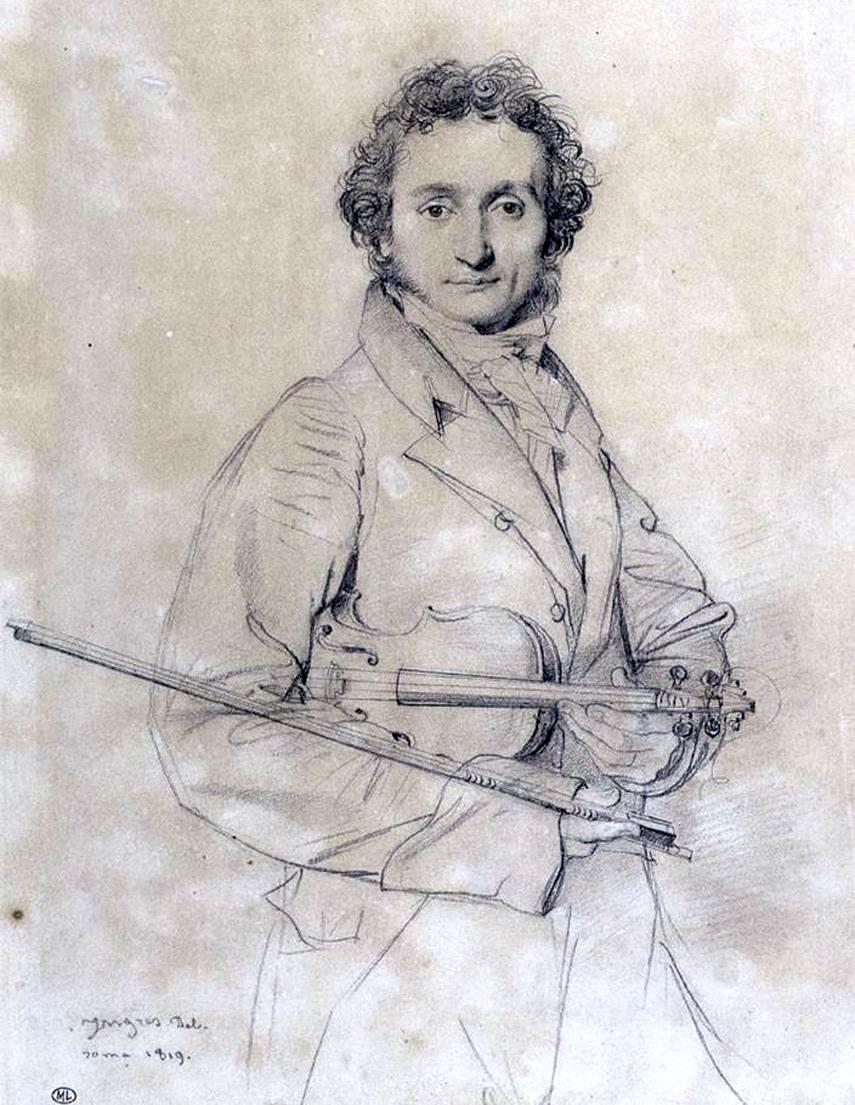
نیکولو پاگانینی نوازندهٔ سرشناس ویولون که تأثیر بسیاری بر فرانتز لیست گذاشت.

فرانتس لیست را بزرگ‌ترین نوازندهٔ پیانوی دوران خود و بلکه همه دوران‌ها خوانده‌اند. بعضی منتقدان در تاریخ موسیقی کلاسیک چنین مقامی را به آهنگسازان دیگری مانند شوپن و راخمانینف هم بخشیده‌اند، اما این دسته از هنرمندان تنها نوازندهٔ آثار خود بوده‌اند و برای اجرا در مجامع عمومی بسیار کم ظاهر می‌شدند، علاوه بر این شوپن خود به برتری نوازندگی لیست اعتراف کرده و گفته است که آرزو داشته کارهایش را بتواند به خوبی لیست بنوازد. برامس یکی دیگر از ستایشگران لیست معتقد بود «کسی که هنر نوازندگی او را ندیده باشد، چیزی از نوازندگی پیانو نمی‌داند.»
لیست در سال ۱۸۳۰ و در بیست و یک سالگی در کنسرتی که ویولوننواز ایتالیایی، نیکولو پاگانینی برای کمک به قربانیان وبا در پاریس برگزار کرده بود شرکت کرد و به شدت تحت تأثیر مهارت نوازندگی او قرار گرفت و تصمیم گرفت که در آهنگسازی و نوازندگی راه پاگانینی را دنبال کند. در نتیجه دو سال بعد لیست در فن نواختن پیانو به مقام و نیروی مسحورکننده پاگانینی رسید. در این دوره بود که شهرت نوازندگی او در سرتاسر اروپا پیچیده بود.
لیست همچنین از طرفداران و مشوقان جدی موسیقی واگنر بود. بعدها نیز واگنر داماد لیست شد. اگر حمایت‌های مالی و معنوی لیست از واگنر نبود شاید امروز واگنر به این سرشناسی نبود.

### آهنگسازی
لیست در فرانسه شهرت فراوانی یافت و به زودی به محافل بزرگ هنری راه یافت او با هنرمندان برجستهٔ رمانتیک و آثار آن‌ها از جمله بایرون، سن سیمون، شاتو بریان، لامنه فوریه، ویکتور هوگو، لامارتین، دولاکروا، هکتور برلیوز، ژرژ ساند، آلفونس دوده از نزدیک آشنا شد. این آشنایی تأثیر عمیقی بر موسیقی او داشت.
یکی از این طرفداران لیست، برندل منتقد و روزنامه‌نگار مشهور و صاحب نفوذ زمان بود که به آثار لیست و واگنر و برلیوز فرانسوی به عنوان پیشگامان «مکتب نوین آلمان» اعتبار ویژه‌ای بخشید.

### عقاید برندل
عقاید برندل بسیار بحث‌برانگیز بود و به همین دلیل به آوازهٔ آهنگسازان مورد نظرش بسیار کمک کرد و در زمانی طولانی مبدل به بخشی از مشاجرات قلمی موسوم به «جنگ رمانتیک‌ها» شد که در یک سو کلارا شومان، همسر روبرت شومان، یوزف یواخیم و یوهانس برامس قرار داشتند و در سوی دیگر لیست، برلیوز و واگنر را در مقابل نقطه نظرهای این سه تن قرار می‌داد.
انتقاد وارد بر نظریه برندل بیشتر در آن بود که برلیوزِ فرانسوی و فرانتس لیستِ مجارستانی را به عنوان پیشگامان «مکتب نوین آلمان» معرفی می‌کرد، و برندل در دفاع از نظر خود به دو نحله آلمانی و اروپایی در تاریخ موسیقی کلاسیک ارجاع می‌داد و آهنگسازهایی مانند باخ و بتهوون را در سنت موسیقی آلمانی، و به عنوان مثال موتسارت را به خاطر تأثیری که از موسیقی ایتالیایی به‌خصوص در اپرا گرفته بود، در گروه آهنگسازهای اروپایی و بین‌المللی قرار می‌داد.
به این ترتیب آهنگسازهایی مانند کروبینی ایتالیایی و اتین مئول فرانسوی جزو استادان مکتب آلمانی و هنرمندانی چون هندل و گلوک همچون موتسارت اروپایی و بین‌المللی محسوب می‌شدند. عقاید برندل و شیوهٔ سبک‌شناسی او به این مختصر محدود نمی‌شد، مثلاً او در مقایسه‌هایش سمفونی‌های شاعرانهٔ لیست و برلیوز را در مقابل سمفونی‌های شوبرت و فلیکس مندلسون و شومان قرار می‌داد و معتقد بود سه تن آخری گرچه وابسته به سنت موسیقی آلمانی اند و آثار زیبا و با ارزشی خلق کرده‌اند، اما مقلدان بتهوون محسوب می‌شوند و آثارشان فاقد نوآوری‌های «مکتب نوین آلمانی» که پیشگامان آن لیست، برلیوز، و واگنرِ، سازندهٔ اپراهای «خالص» آلمانی است.
این نظرها به گونه‌ای بود که گاهی لیست و دامادش واگنر و برلیوز را هم در مقابل یکدیگر قرار می‌داد، ولی در نهایت این سه تن را به نام رمانتیک‌های انقلابی و شومان و شوبرت و برامس را به نام «رمانتیک‌های محافظه‌کار» معرفی کرد.
عوامل گوناگونی مشخص‌کننده سبک کار لیست اند که از همه مهم‌تر تأثیرات موسیقی ملی مجار بر نغمه‌ها و هارمونی آثار او است. عامل مهم دیگر نفوذ چشمگیر ادبیات رمانتیک فرانسه در اندیشه‌های لیست به ویژه آثار توصیفی و برنامه‌ای بود که در آخر فرم پوئم سمفونی را بنیان گذاشت.

## استخراج اصوات تازه از پیانو
لیست پس از حضور در کنسرت‌های پاگانینی به شدت تحت تأثیر قرار گرفت و بر آن شد تا راهی را که پاگانینی در عرصهٔ ویولن پیموده در عرصهٔ پیانو بپیماید و پیانو را تبدیل به‌سازی کاملاً ویرچوئوسیک کند. از این رو دست به تمرین‌های سنگین و آزمایش‌های گوناگون با پیانو زد تا ظرفیت‌های صوتی آن را کشف کند. وی در این راه تکنیک‌های منحصر به‌فردی در نوازندگی پیانو ابداع کرد و آن را به سطح جدیدی ارتقاء داد. نتیجهٔ این آزمایش‌ها و ابداعات در اتودهای متعالی و تا حدی در اتودهای پاگانینی قابل رؤیت است. از جمله علاقه‌های لیست تقلید اصوات سازهای دیگر توسط پیانو بود. نمونه‌ای از این تقلیدها را می‌توان در راپسودی‌های مجار یا قطعاتی مثل لا کامپانلا مشاهده کرد. به‌طور خلاصه، او بار صوتی‌ای بر دوش پیانو گذاشت که تا پیش از او بی‌سابقه بود.

## تنظیم آثار برای پیانو

لیست همچنین قدرتی شگفت‌انگیز در آوانویسی و برگرداندن قطعات از ارکستر به پیانو داشت؛ به‌طوری‌که بعضی به او لقب «گرامافون قرن نوزدهم» داده‌اند. هنر لیست در این بود که قطعه‌ای را که برای ارکستری با صد ساز نوشته شده بود به گونه‌ای به پیانو برمی‌گرداند که ذره‌ای از تأثیرگذاری موسیقایی قطعه کاسته‌نمی‌شد و تمام زیر و بم‌ها و نکات ظریف آن در برگردان پیانویی حفظ می‌شد. لیست از جمله تمام سمفونی‌های بتهوون، سمفونی فانتاستیک برلیوز اپراهایی از واگنر و بسیاری از آوازهای شوبرت را برای پیانو آوانویسی کرد. بدیهی است که او در این کار از قابلیت اعجاب‌آور نوازندگی خویش بهرهٔ بسیار می‌گرفت به‌طوری‌که نواختن بعضی از برگردان‌های او تنها در حد توان پیانیست‌های حرفه‌ای است.
علاوه بر آوانویسی‌هایی که لیست مستقیماً از کارهای ارکسترایی می‌کرد گاه قطعاتی هم برای پیانو ملهم از قطعه‌ای ارکسترایی/یا قطعه‌ای برای ساز دیگر می‌نوشت و در آن‌ها بعضاً هنر نوازندگی خود را هم به رخ می‌کشید. از جمله مهم‌ترین این قطعات اتودهای شش‌گانهٔ پاگانینی‌است که بر اساس کاپریس‌ها و کنسرتوهای ویولون پاگانینی‌است. نواختن این قطعات بسیار مشکل است و در هرکدام از آن‌ها به تکنیک‌های خاصی پرداخته شده است. این تکنیک‌های گوناگون که تا یپش از لیست در پیانو بی‌سابقه بودند جسته و گریخته در آثار دیگر وی (شاید به نحوی ساده‌تر) هم ظاهر می‌شوند. برای نمونه تکنیکی که در خط‌های چهارم و پنجم نمونهٔ آوانویسی سمفونی ۵ بتهوون (تصویر) به کار رفته است و مبتنی بر حرکت سریع و نوسانی دست راست است به‌طور کامل در اتود «لا کامپانلا» به آن پرداخته شده است.

## نوگرایی
لیست همواره در موسیقی کاوشگر عرصه‌های ناشناخته بود. تا حدی که قطعاتی که در دورهٔ آخر عمر به هنگام اقامت در وایمار نوشته است به طرز باورنکردنیی مدرن می‌نمایند. بسیاری از موسیقیدانان و آهنگسازان بزرگ چون چایکوفسکی، دبوسی، راول و واگنر از فراورده‌های آزمایشگاه موسیقایی لیست بهره گرفته و توشه اندوخته‌اند.
اهمیت لیست به عنوان آهنگساز (در مقابل نوازنده) پس از مرگ وی بسیار بالاتر رفت. او در زمان حیات بیشتر شهرتش به عنوان یک نوازندهٔ استثنایی بود.

## حکایت‌ها
روزی شوپن در یکی از رسیتالهای لیست حضور داشت و لیست اتودهای شوپن را می‌نواخت. شوپن بسیار از نوازندگی لیست تحت تأثیر قرار گرفت و گفت که لیست اتودهای او را بهتر از خود او می‌نوازد. پس اتودهایش را تقدیم به لیست کرد. امروز چون می‌نگریم در آغاز اتودهای شوپن این عبارت به زبان فرانسه خودنمایی می‌کند: «A son Ami F. Liszt» به این معنی: «برای دوستش ف. لیست»

## آثار

### مهم‌ترین آثار ارکستری
- یک سمفونی فاوست
- دانته
- پوئم سمفونی‌های تاسو
- اورفه
- هاملت
- مازپا
- آنچه در کوه شنیده می‌شود
- لو پرلود
- و پرمتئوس

آثار مهم پیانویی که اغلب جنبهٔ توصیفی دارند نیز عبارت‌اند از:
- سال‌های زیارت
- شیطان
- والس
- آلبوم یک مسافر
- سونته دل پترارکا
- سونات سی مینور
- آب‌بازی‌های ویلای استه
- کنسرتو پیانو شماره ۲ و ۱
- راپسودی‌های مجار

## یادداشت
1. ↑  Henri Lehmann